# RK Sloboda Varaždin
Rukometni klub "Sloboda" (RK Sloboda; Sloboda; Sloboda Varaždin) je bio muški rukometni klub iz Varaždina, Varaždinska županija.

## O klubu
Klub je osnovan 1948. godine kao rukometna sekcija Radničkog športskog društva "Sloboda". U početku su igrali veliki rukomet, te su tako nastupali na prvenstvima Hrvatske (1948. – 1951.), Prvenstvu Slovenije, te 1949. na Prvenstvu Jugoslavije. Od 1953. se u klubu igra rukomet (tada mali rukomet). KLub je nastupao u Prvenstvu Varaždinskog podsaveza, II. zoni prvenstva Hrvatske, Regionalnoj ligi – Sjever. 1960. godine "Sloboda" osvaja Prvenstvo Hrvatske i sudjeluje u kvalifikacijama za Prvu saveznu ligu Jugoslavije, ali ne uspijeva proći kvalifikacije. U sezoni 1961./62. su član novoformirane Druge savezne lige - Zapad (jedina sezone Drude savezne lige do 1971./72.) te je osvajaju i plasiraju se u Prvu saveznu ligu u kojoj sljedeće dvije sezone. U sezoni 1964./65. igraju u Zagrebačkoj regiji, ali zbog loših rezultata ispadaju iz lige, te dolazi do rasformiranja seniorske momčadi, gdje većina igrača prelazi u gradskog suparnika "Varteksa". U klubu ostaju veterani i mlađe momčadi (pod pokroviteljstvom "Rukometnog saveza Varaždin"). Klub kasnije ponovno oformljuje seniorsku ekipu, koja igrau nižim ligama većinom u Međuopćinskoj ligi Varaždin – Čakovec). Do konačnog gašenja kluba dolazi 1996. godine.
Pri klubu je od 1958. godine djelovala i ženska selekcija, koja 1966. postaje samostalni klub, a 1969. postaje današnja "Koka".

## Uspjesi
Druga savezna liga
- prvak: 1961./62. (Zapad)

Prvenstvo SR Hrvatske
- prvak: 1960.

II. zona prvenstva Hrvatske
- prvak: 1958./59., 1959./60., 1960./61.

Prvenstvo Slovenije u velikom rukometu
- doprvak: 1953.

## Unutrašnje poveznice
- Varaždin
- RK Varteks Varaždin
- ŽRK Koka Varaždin
- NK Sloboda Varaždin